# Municipio de Hubbard (Ohio)
El municipio de Hubbard (en inglés: Hubbard Township) es un municipio ubicado en el condado de Trumbull en el estado estadounidense de Ohio. En el año 2010 tenía una población de 13528 habitantes y una densidad poblacional de 212,71 personas por km².

## Geografía
El municipio de Hubbard se encuentra ubicado en las coordenadas 41°10′5″N 80°34′2″O / 41.16806, -80.56722. Según la Oficina del Censo de los Estados Unidos, el municipio tiene una superficie total de 63.6 km², de la cual 63.31 km² corresponden a tierra firme y (0.44%) 0.28 km² es agua.

## Demografía
Según el censo de 2010, había 13528 personas residiendo en el municipio de Hubbard. La densidad de población era de 212,71 hab./km². De los 13528 habitantes, el municipio de Hubbard estaba compuesto por el 95.92% blancos, el 2.18% eran afroamericanos, el 0.08% eran amerindios, el 0.23% eran asiáticos, el 0.04% eran isleños del Pacífico, el 0.25% eran de otras razas y el 1.3% pertenecían a dos o más razas. Del total de la población el 1.2% eran hispanos o latinos de cualquier raza.